# Dusona scolator
Dusona scolator är en stekelart som beskrevs av Hinz 1985. Dusona scolator ingår i släktet Dusona och familjen brokparasitsteklar. Inga underarter finns listade i Catalogue of Life.